# Oscar Wilde Memorial Sculpture
L'Oscar Wilde Memorial Sculpture è una collezione di tre statue in Merrion Square a Dublino, in Irlanda, che commemora il poeta e drammaturgo irlandese Oscar Wilde. Le sculture sono state progettate e realizzate da Danny Osborne e sono state presentate nel 1997.

## Storia
Lo scultore inglese Danny Osborne venne incaricato dal Guinness Ireland Group di creare una statua commemorativa di Oscar Wilde, che è stata inaugurata nel 1997 dal nipote di Wilde, Merlin Holland. Il budget iniziale era di £ 20.000 ma è stato successivamente aumentato a £ 45.000. Poiché il solo marmo era ritenuto inadeguato, la statua è stata creata con diverse pietre provenienti da tre continenti. Il torso è di giada nefrite verde proveniente dalla British Columbia, Canada, mentre il thulite rosa proveniva dalla Norvegia. Le gambe sono in granito norvegese di colore perla blu con le scarpe nere fatte di charnockite dell'India e rifinite con punte in bronzo. La statua indossa anche una cravatta in porcellana smaltata arrivata dal Trinity College e tre anelli: l'anello nuziale di Wilde e due con degli scarabei, uno per rappresentare la fortuna, l'altro la sfortuna.
La statua è montata con Wilde sdraiato su un grande masso di quarzo ottenuto dallo stesso Osborne dalle Montagne di Wicklow. La scultura comprende anche due pilastri con statue che fiancheggiano il masso. Una delle due che rappresenta la moglie incinta di Wilde e nuda, Constance Lloyd mentre l'altra è un torso maschile che rappresenta Dioniso, il Dio greco del dramma e del vino. Entrambe le sculture sono in bronzo e granito, ed entrambi i pilastri hanno delle iscrizioni basate su delle poesie di Wilde scolpite su di esse.
Tre persone, che vivevano in quel momento vicino allo studio dell'artista, hanno posato come modelli per le tre sculture.
Quando la statua fu inaugurata, nel 1997, fu la prima statua a commemorare Wilde, morto 97 anni prima. Ha ricevuto quasi unanime apprezzamento per i materiali usati e per la sua posizione vicino alla sua casa d'infanzia all'1° di Merrion Square. Nel 2010 la testa di porcellana di Wilde ha dovuto essere sostituita perché su di essa si erano sono formate diverse crepe. La testa di porcellana fu sostituita da una nuova in giadeite bianca.

### Impatto e significato

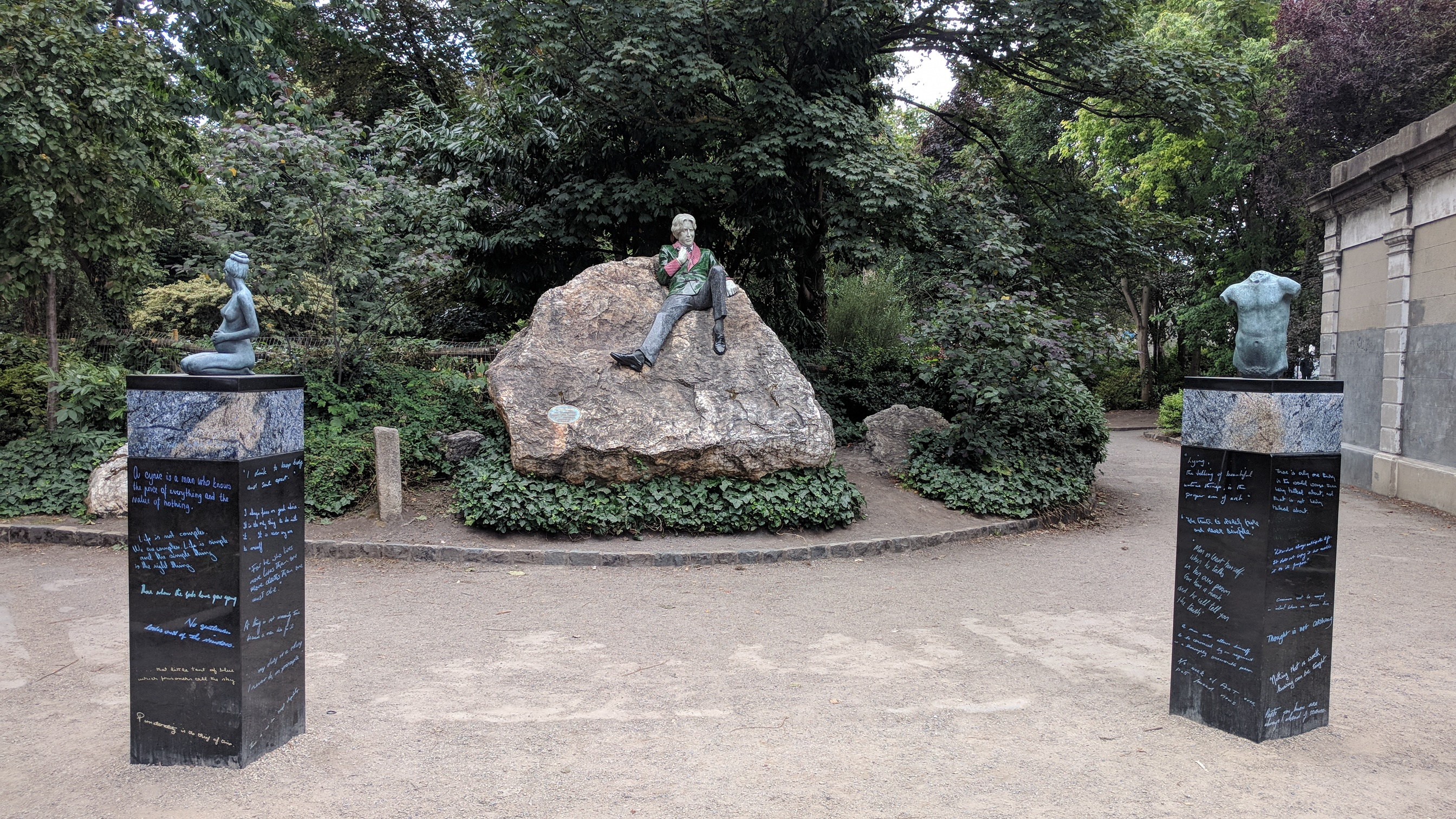
Veduta complessiva

In un articolo del maggio 2001 nell'edizione irlandese del Sunday Times, Mark Keenan ha commentato la sorprendentemente lunga attesa per una commemorazione di Wilde nella sua città natale e ha suggerito una spiegazione per il ritardo, "... un decennio fa gli elementi più conservatori tra il pubblico di Dublino non avrebbero potuto permettere alla città di commemorare il suo nome."

Parlando del lavoro nel suo articolo del 2012 "Scolpire l'irlandese: una discussione sulle statue commemorative di Dublino di Oscar Wilde e Phil Lynott" per il Sculpture Journal, Sarah Smith scrive:
Un'altra distinzione è l'espressione facciale della figura, che, interrompendo il realismo della figura, potrebbe essere descritta come un ghigno piuttosto contorto. Destinato dall'artista a rappresentare due lati antitetici di Wilde, una metà della sua faccia sta sorridendo ampiamente ... mentre l'altra reca un'espressione cupa ... e questa divisione è risuonata nella sua postura su entrambi i lati. A causa del suo posizionamento all'angolo del parco alla svolta del percorso esterno, il visitatore del monumento vede un lato di Wilde quando si avvicina e un altro quando si allontana. Uno è lo Wilde spiritoso che è più spesso ricordato nella cultura popolare, l'altro "l'uomo distrutto" dopo la sua incarcerazione di due anni per aver commesso la propria omosessualità.
Smith sostiene che "non possiamo fare a meno di leggere questo lavoro secondo le convenzioni odierne sull'abito e sul gesto", dicendo:
La scelta della posa per Wilde, che richiama immagini familiari e storiche conosciute della "mascolinità femminizzata", l'uso del colore per questo "personaggio colorato" e il suo sguardo diretto sul torso nudo maschile si fondono con la nostra conoscenza della sua omosessualità. Di conseguenza vediamo un'enfasi eccessiva sulla sua sessualità in questo lavoro, aumentata dai soprannomi che gli vengono dati dai dublinesi.
La statua di Wilde, in armonia con altre statue di Dublino, è stata soprannominata dai dublinesi "The Queer with the Leer", "The Fag on the Crag" e "The Quare in the Square".